# FK Dostyk Almaty
Maillots
Le Dostyk Almaty Fýtbol Klýby (en kazakh : Достық Алматы Футбол Клубы), plus couramment abrégé en Dostyk Almaty, est un ancien club kazakh de football fondé en 1990 et disparu en 1993, et basé dans la ville d'Almaty.

## Historique
Le club est fondé en 1990. Il se classe septième du championnat du Kazakhstan de football 1993 et remporte la Coupe nationale la même année.

## Palmarès
| Compétitions nationales                         |
| ----------------------------------------------- |
| - Coupe du Kazakhstan (1) : - Vainqueur : 1993. |